# Rhabdophis conspicillatus
Rhabdophis conspicillatus — вид змій родини вужеві (Colubridae).

## Поширення
Вид поширений у Південно-Східній Азії. Зустрічається на Малаккському півострові та на островах Борнео, Суматра.

## Спосіб життя
Ці змії зазвичай трапляються в невеликих лісових річках на висоті 150–800 метрів над рівнем моря. Іноді зустрічаються й далеко від води.